# Barri de Fartàritx
El barri de Fartàritx és una barriada històrica de la ciutat de Manacor. Té origen en un antic raval situat a l'altra banda del torrent de Manacor i es caracteritza per acollir un gran molinar. Actualment està limitat per l'Avinguda d'es Torrent (al nord), l'Avinguda de mossèn Alcover (a l'oest), el barri d'es Serralt (al sud) i el de Sa Rambla (a l'est).
Tradicionalment, idò, el torrent era el límit natural entre el nucli originari de la ciutat i el raval de Fartàritx. De fet, aquests dos espais estaven units per un total de quatre ponts. La natura aïllada del raval durant segles ha construït un caràcter distintiu al barri, marcat per l'acumulació de tradicions, per la devoció al Sant Crist de la Fe i per la presència dels molins de vent fariners.

## Història

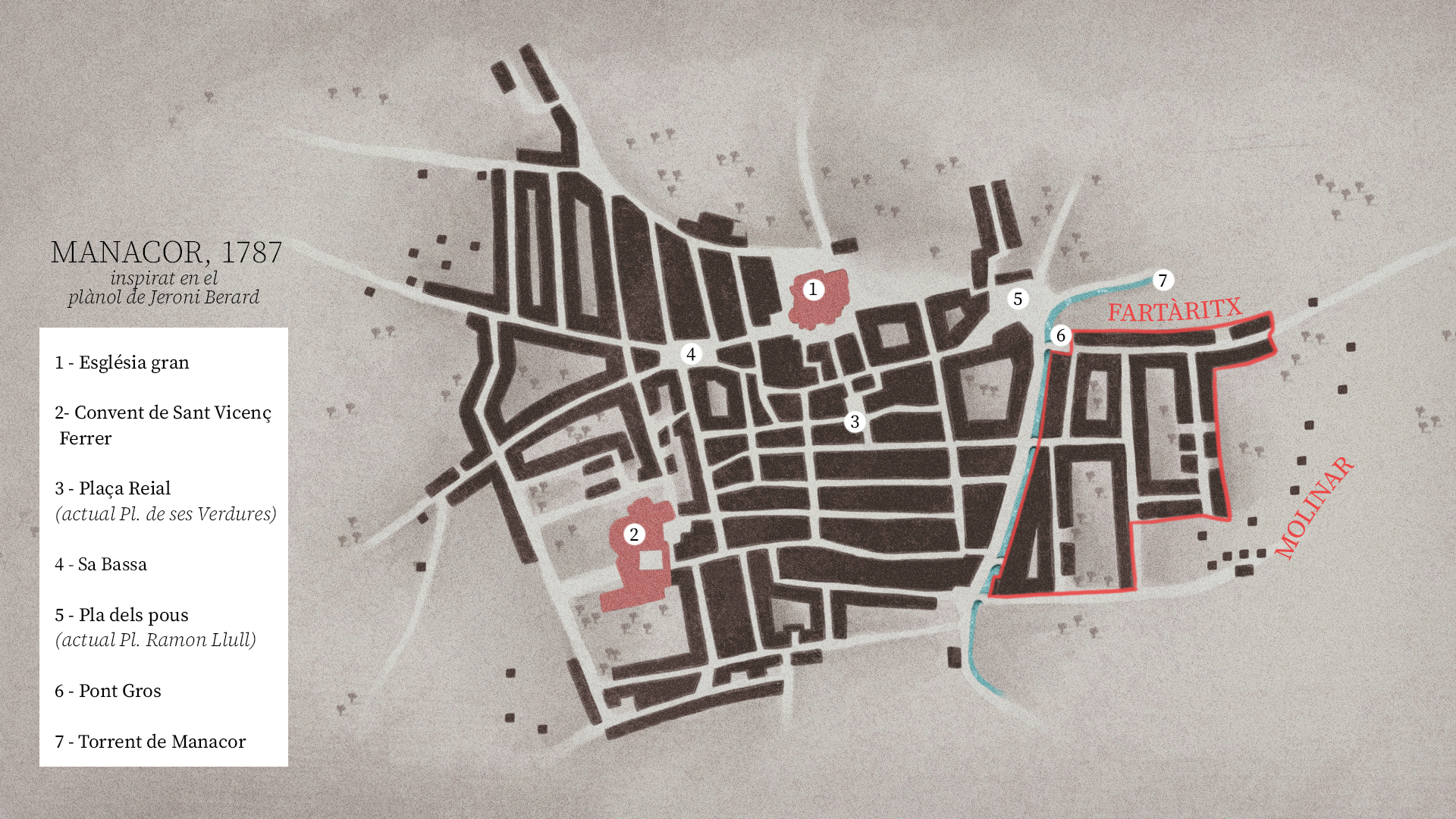
Plànol inspirat amb el de Jeroni Berard. Ubicació de Fartàritx i el seu molinar.

L'actual avinguda d'es Torrent havia estat amb anterioritat un torrent que limitava la vila de Manacor. El Pont Gros era un pont situat al pla dels pous (actual plaça Ramon Llull) que connectava el poble amb els camins de Felanitx i de la Mar. Fou segurament en aquest indret, a l'altra banda del pont, on aparegué el nucli inicial de Fartàritx en el segle xvi, degut al gran moviment poblacional que es produí. Els primers carrers correspondrien amb el carrer d'en Colom i el d'en Gil a l'actualitat. Fins al 1617, però, no trobam les primeres referències amb l'ús del topònim com a nom genèric denominant un indret.
Durant el segle xvii, aleshores, es consolida el raval de Fartàritx com un barri separat de la vila. Apareixen la creu de Fartàritx, el carrer del Llum i el carrer de la Creu, probablement l'eix principal del raval. La part més alta del suburbi fou l'emplaçament més atractiu per als moliners de l'època. Fugint dels recers i aprofitant l'avinentesa de l'elevació del terreny un bon grapat de molins s'instal·laren en aquest indret. El 1634, els moliners manacorins s'emanciparen del gremi de Ciutat.
En el segle XVIII continuà el creixement moderat de Fartàritx i la consolidació del molinar. A la cantonada amb l'actual carrer de na Comtessa aparegué el Quarter dels Dragons. Aquest era un edifici on s'allotjà l'exèrcit de la monarquia hispànica, assentat a Manacor d'ençà la Guerra de Successió. Arribà a contar amb 360 militars i 278 cavalls.
A l'època, es disposaven de quatre ponts per salvar el torrent:
1. El Pont Gros (carrer d'en Colom)
2. El Pont Petit (carrer d'en Figuera)
3. El pont privatiu del quarter dels Dragons
4. E pont de na Comtessa.

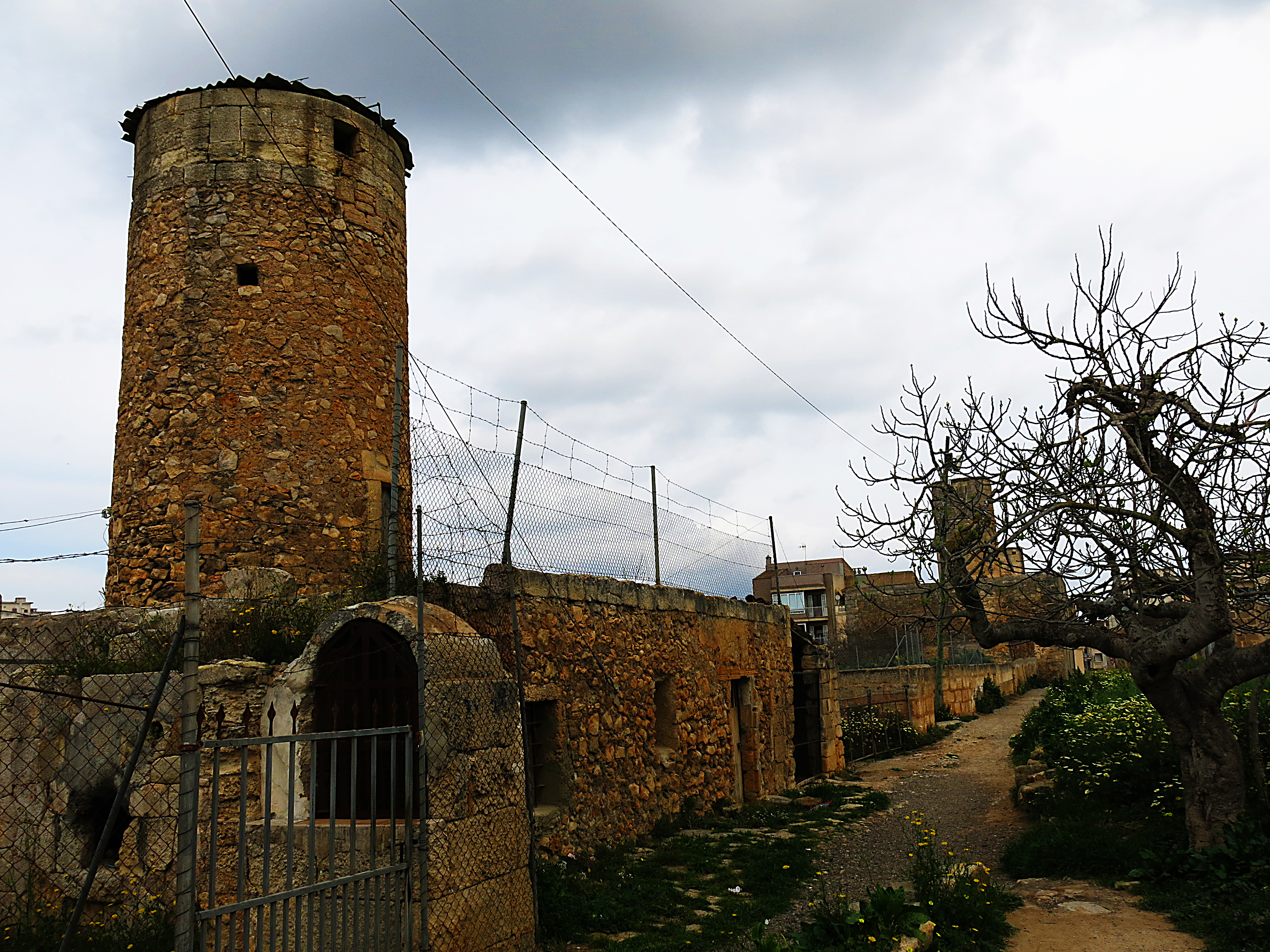
Molins de Fartàritx

El batle Domenge fou el qui decidí el seu cobriment, donant pas a l'avinguda 4 de setembre, tot i que els manacorins i manacorines sempre l'han citatda com avinguda d'es Torrent o, abreujant, es Torrent.
El 1884 es projectà la petita església del Sagrat Cor de Jesús i s'acabà el 1889. Fou la primera església de Mallorca de tres naus fora de l'estil gòtic. El neo-classicisme suposà una reacció ideològica en favor dels valors il·lustrats. Les columnes que sostenen arcs de mig punt ens evoquen el món romà mentre que les columnes que, de forma de llinda, sostenen directament l'entaulament ens evoquen l'arquitectura grega.
La Congregació de les Germanes de la Puresa de Maria (originada a Palma el 1874) va pensar que seria una bona idea obrir un convent i escola a Manacor. L'escola va ser la primera casa-col·legi fundada en vida de Gaietana Alberta Giménez l'any 1892. Les primeres monges arribaren a Manacor per viure, en un primer moment, al carrer de n’Olesa. Però a principis del segle XX es varen instal·lar a Fartàritx a partir de l'església del Sagrat Cor de Jesús.
En el segle xx, el raval s'expandí fins al camí de Son Fangos, cosa que farà que es vagi incorporant dins de la trama urbana de Manacor. L'expansió urbanística i l'avanç tecnològic, com l'aparició de farineres de vapor, suposà l'abandonament dels molinars. Pràcticament a finals de la dècada de 1920 tots els molins fariners de Mallorca deixaren de funcionar.
Al segle XXI augmentà la generalització del vehicle privat i el centre d'activitats passà a la perifèria de la ciutat. Això suposà una pèrdua de vida en el barri i la degradació en alguns indrets. Durant la segona dècada es dugué a terme obres de manteniment i restauració amb la intenció de capgirar la tendència. Al 2022 se celebrà la primera edició de la Nit de l'Art amb una clara intenció de crear sinèrgies socials i artístiques redescobrint el tradicional barri de Fartàritx. Durant l'esdeveniment s'obriren al públic molins i espais privats.

## Monuments de la barriada
- Creu de Fartàritx: creu de terme ubicada en el cap de cantó entre els carrers d'en Colom i de la Creu.
- Església del Sagrat Cor de Jesús: església d'estil historicista neoclàssic.
- Capelleta del Sant Crist de la Fe: capelleta d'estil tradicionalista, constitueix una de les fites de la barriada.
- Escola de Puresa de Maria
- Molinar de Fartàritx: conjunt de molins fariners de la barriada.
  - Molí d'en Roca
  - Molí d'en Sabina
  - Molí d'en Barretina
  - Molí de na Blanca
  - Molí d'en Miquel Pastoreta
  - Molí d'en Pastoreta
  - Molí d'en Cabana
  - Molí d'en Cotà
  - Molí d'en Cusset
  - Molí d'en Suau
  - Molí d'en Rafeló

## Festes de la barriada
Les festes de Fartàritx se celebren la primera setmana de maig. La música, la dansa, els Nanets de Fartàritx i els molins són els protagonistes. L'Associació de Veïnats Els Molins de Fartàritx és una organització sense ànim de lucre de la barriada. Inauguren les festes i donen a conèixer les camisetes de les festes, que llueixen els lemes “Fartàritx, més que una barriada” i “Fartàritx, més jove que mai”.

#### Nanets de Fartàritx
El naixement d'aquesta dansa sembla estar lligat a la capella del Sant Crist de la Fe, constituïda el 1882. Sembla que haurien sorgit per aconseguir almoines i solemnitzar les festes de la barriada de Fartàritx. Devers el 1895 deixaren d'actuar per pressions i befes, ja que la població de Manacor mai acabà d'entendre la dansa perquè tenien poca popularitat i tradició. A les darreries dels anys 80 del segle passat es recuperà el ball. Són sis els balladors i actualment compta de dos balls.

## Carrers i places importants
- Carrer d'en Colom
- Carrer d'en Gil
- Carrer de la creu
- Carrer de na Comptessa
- Plaça de la Concòrdia

## Galeria

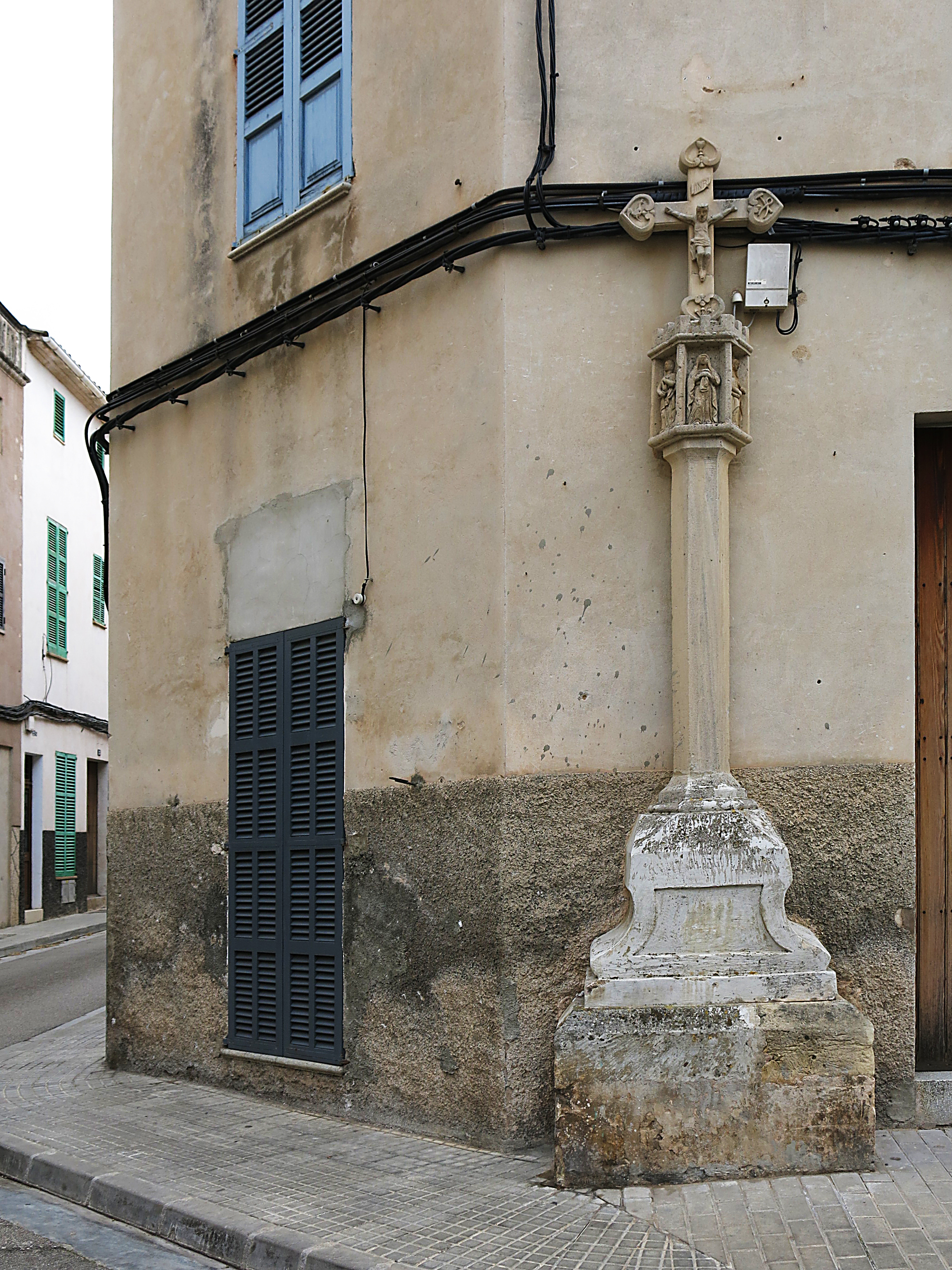
Creu de Fartàritx
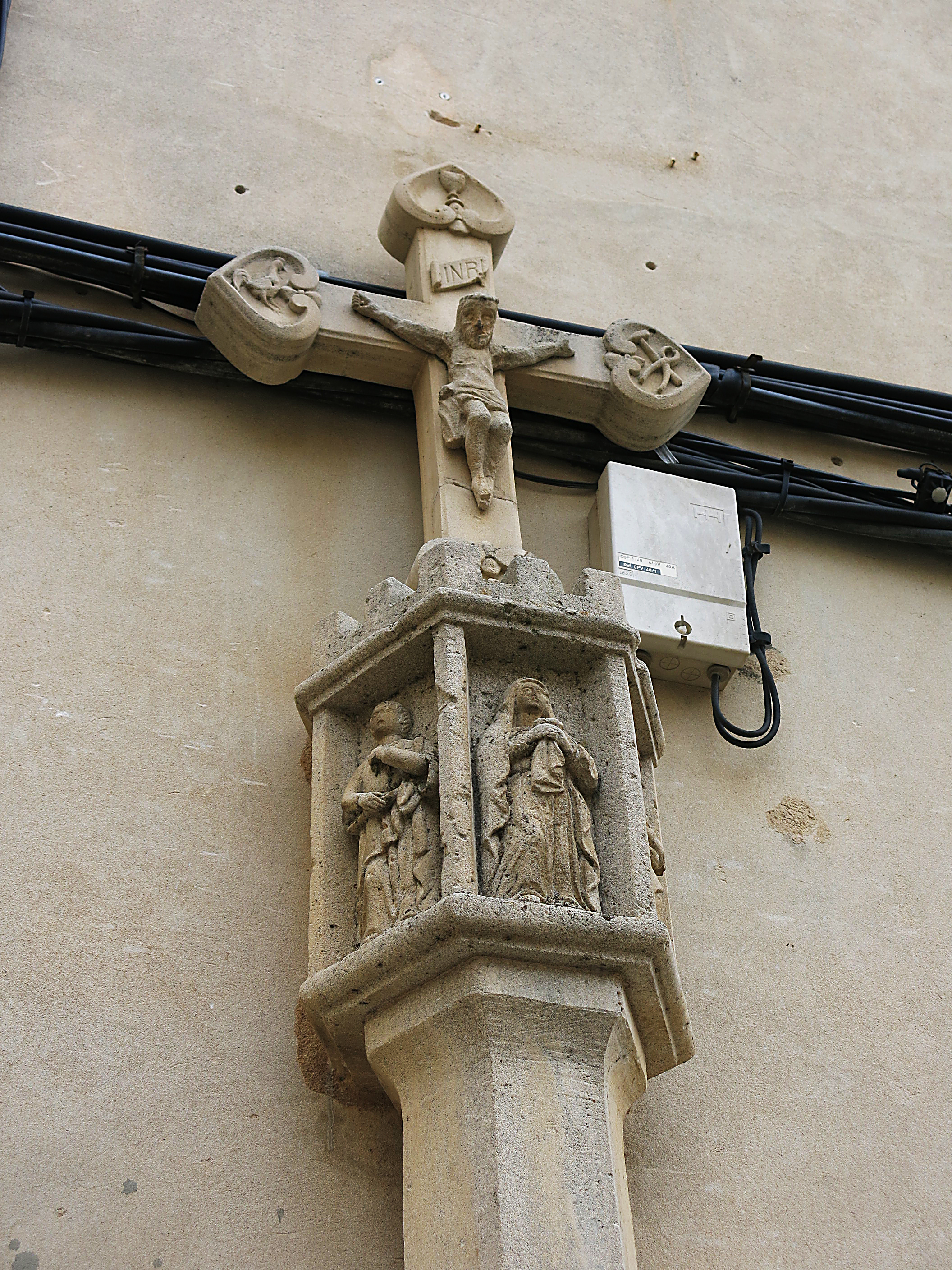
Detall de la creu de Fartàritx
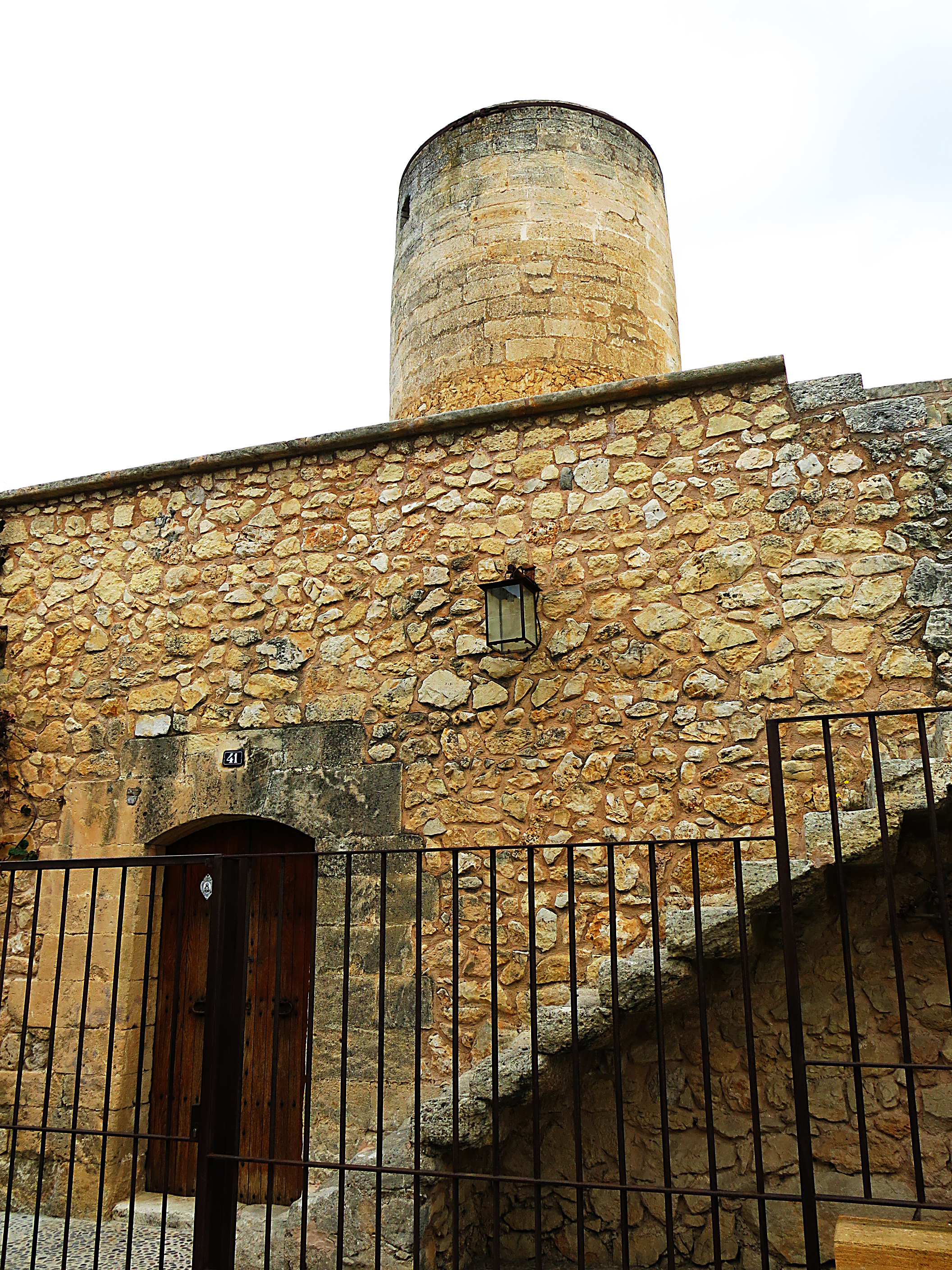
Molí d'en Roca
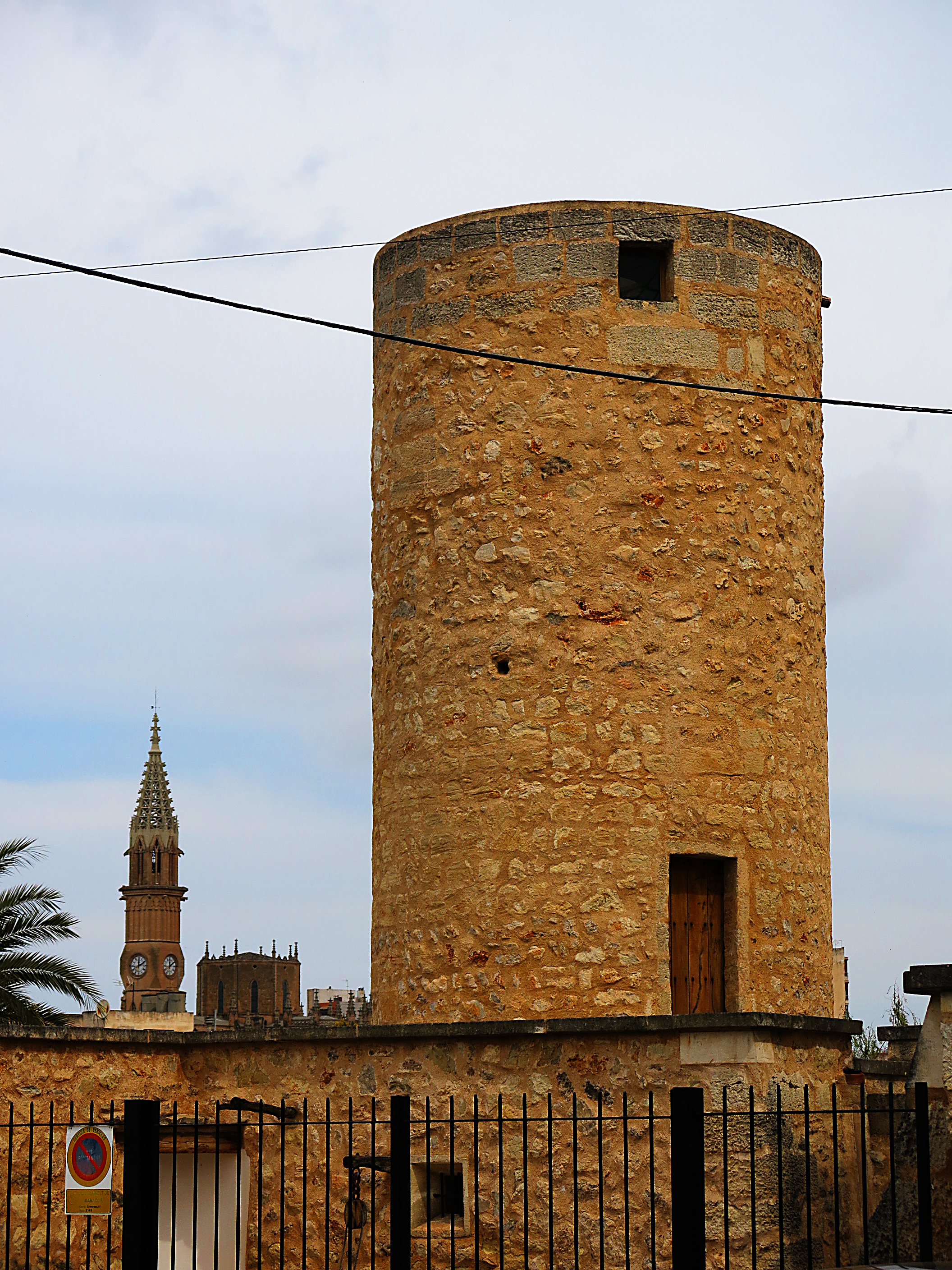
Molí al C/ na Coomptessa
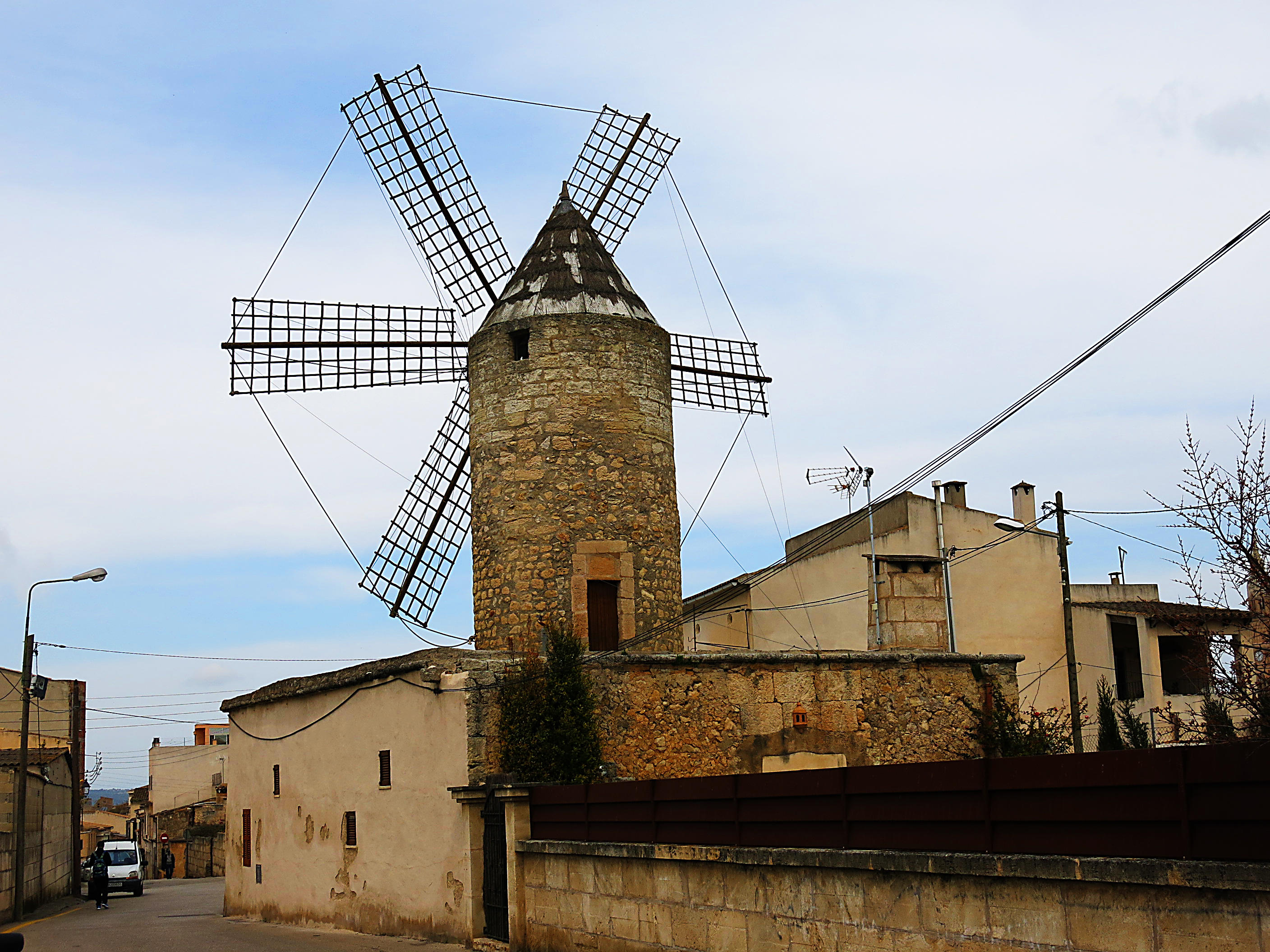
Molí de na Blanca
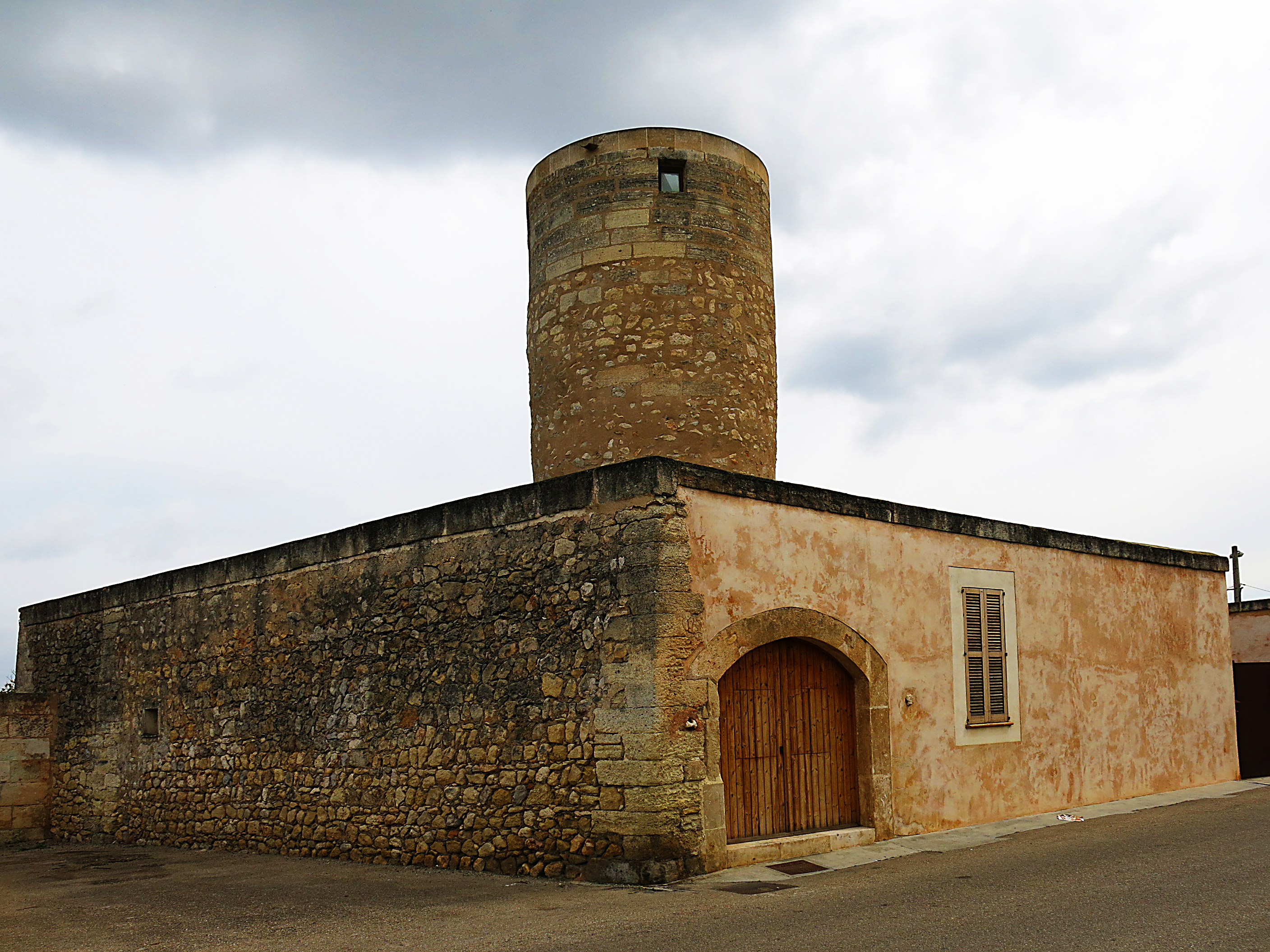
Molí d'en Miquel Pastoreta
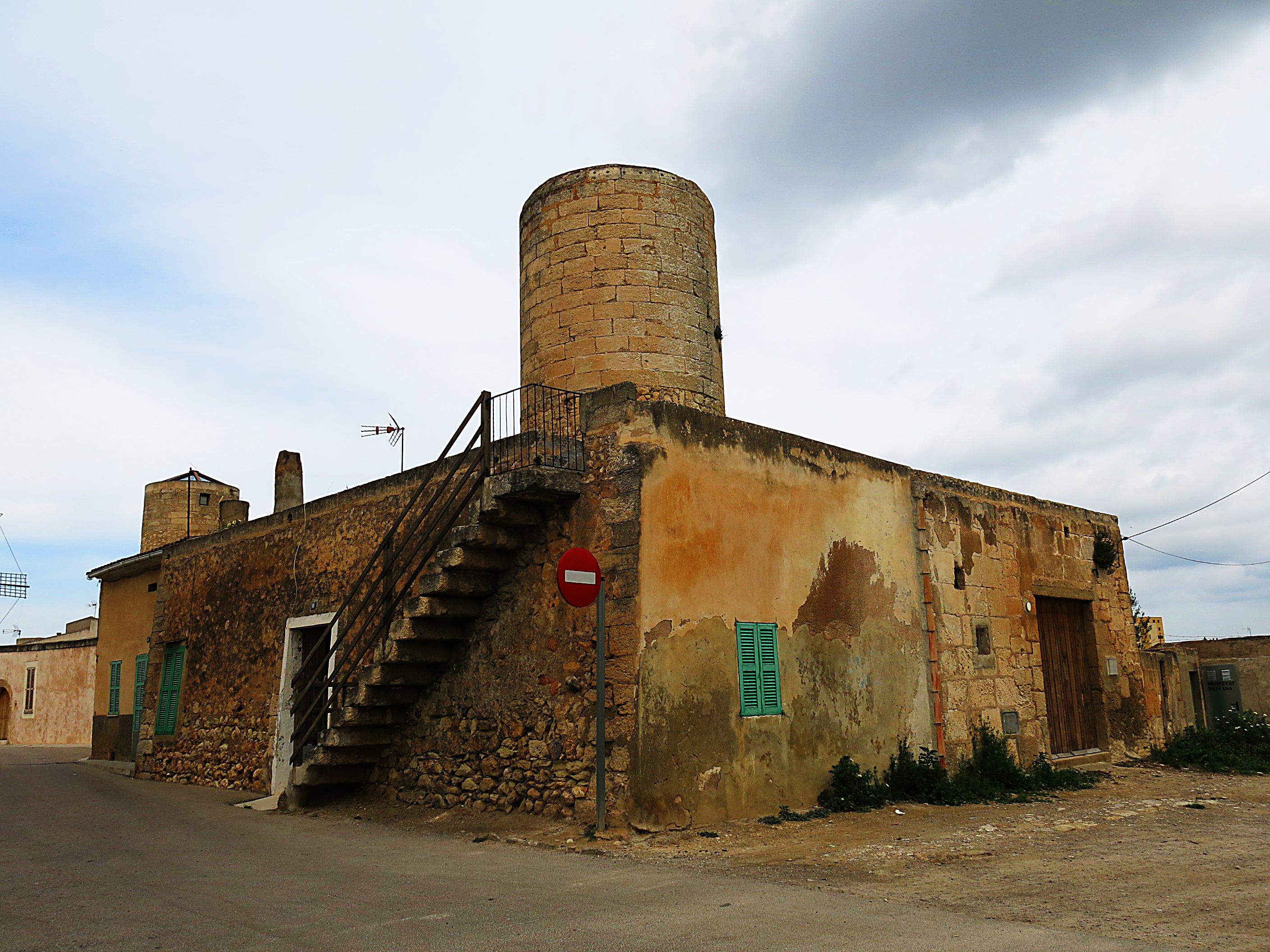
Molí d'en Pastoreta
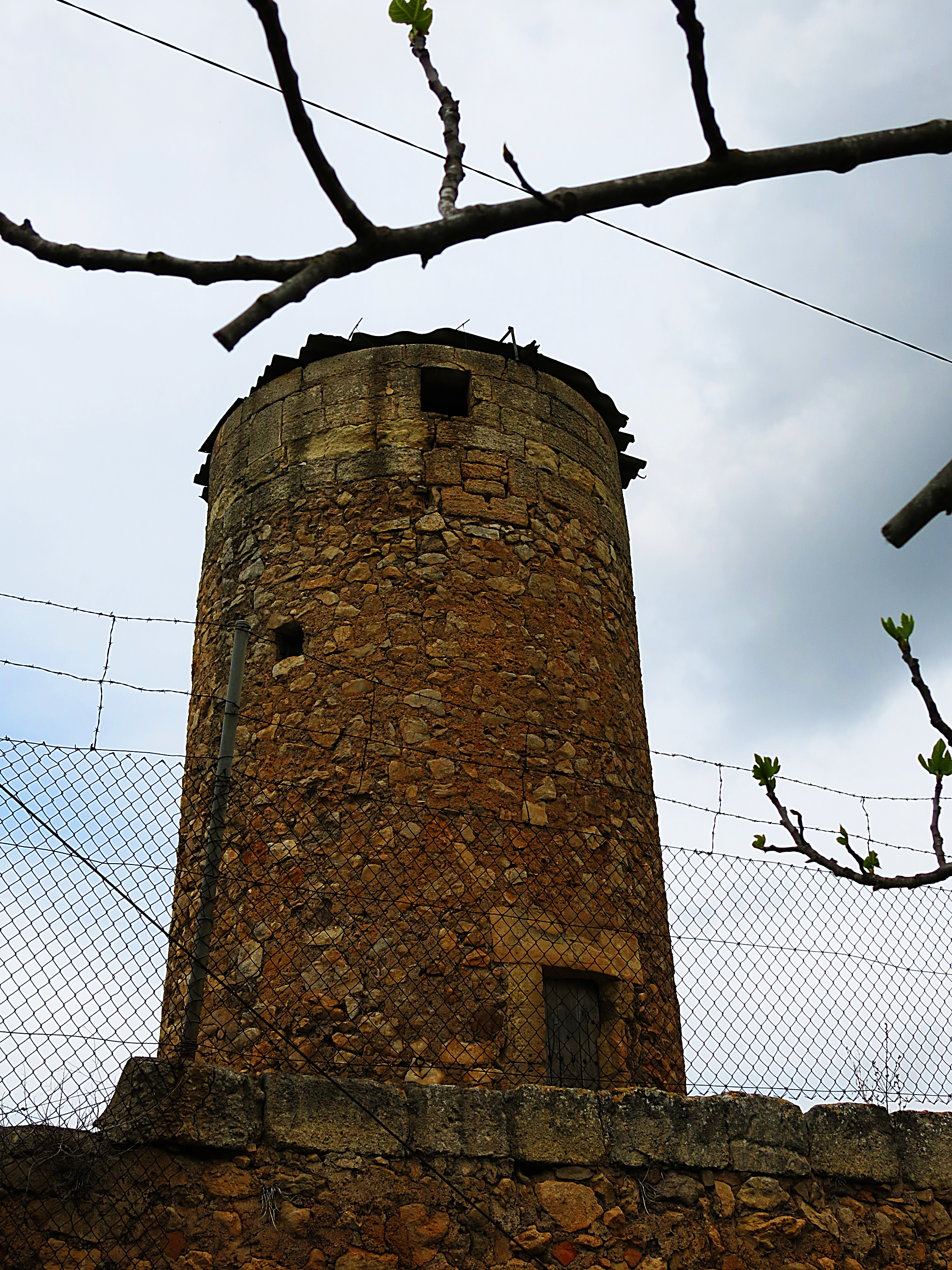
Molí d'en Cabana
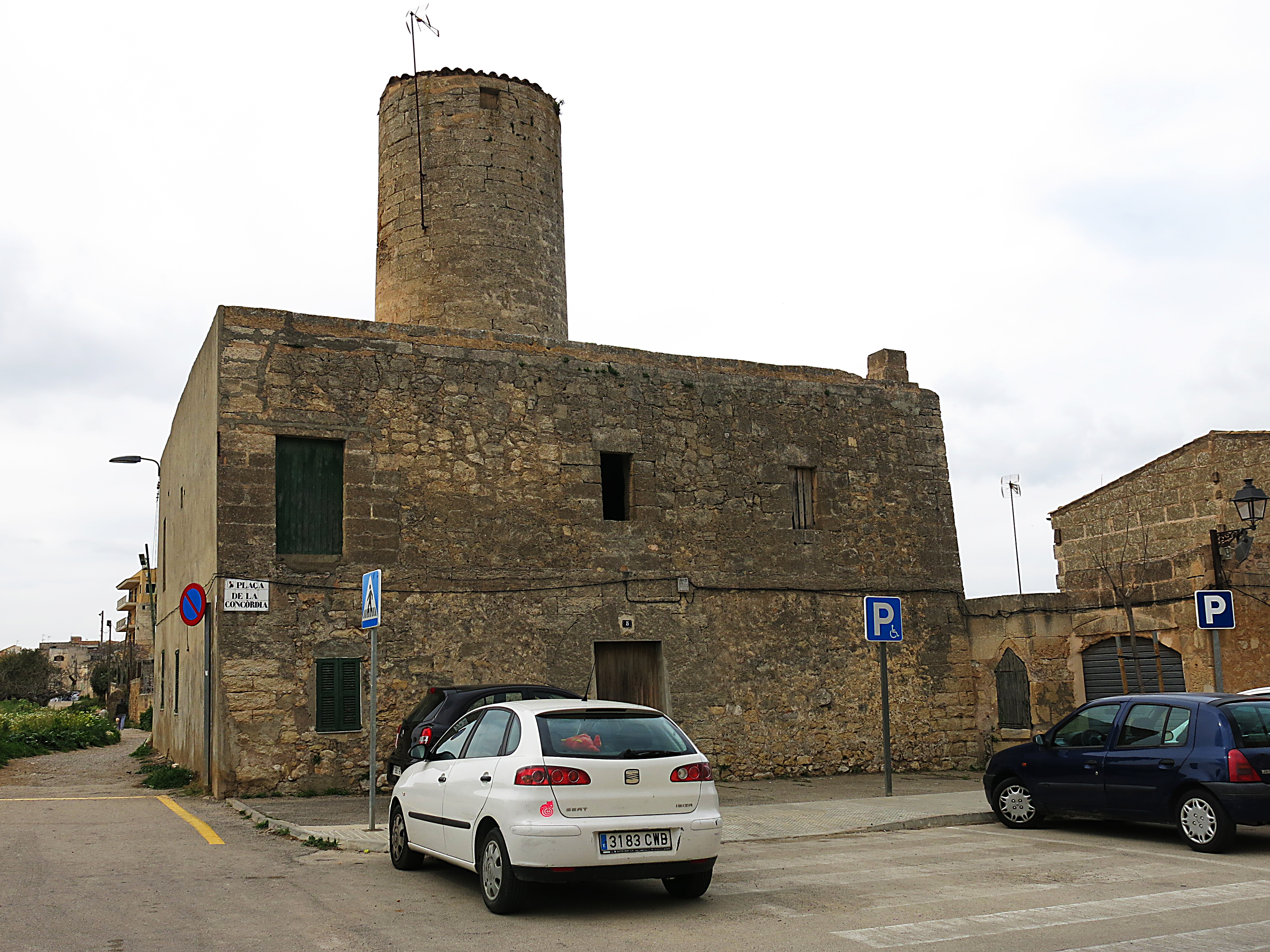
Molí d'en Cota
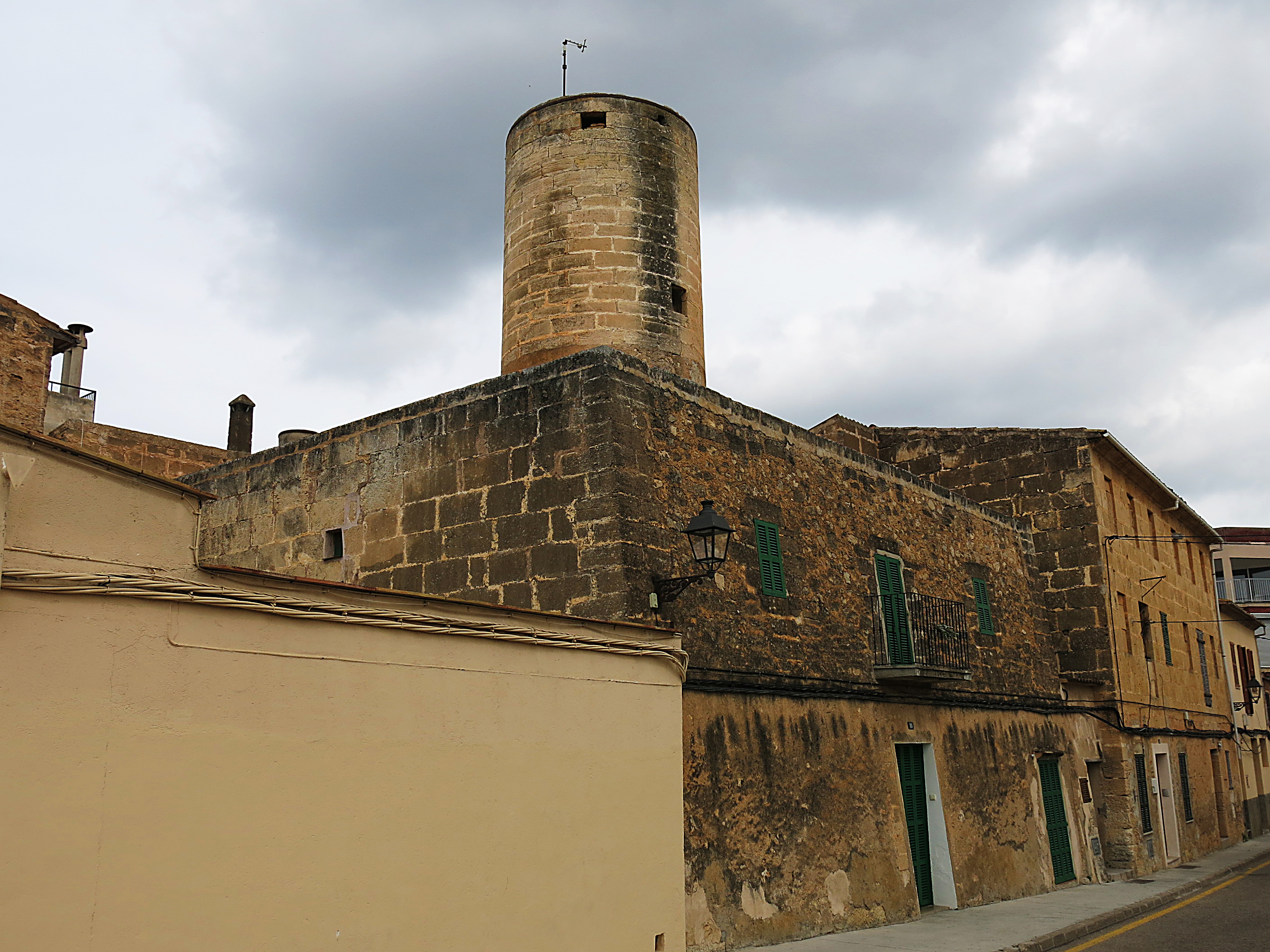
Molí d'en Cusset
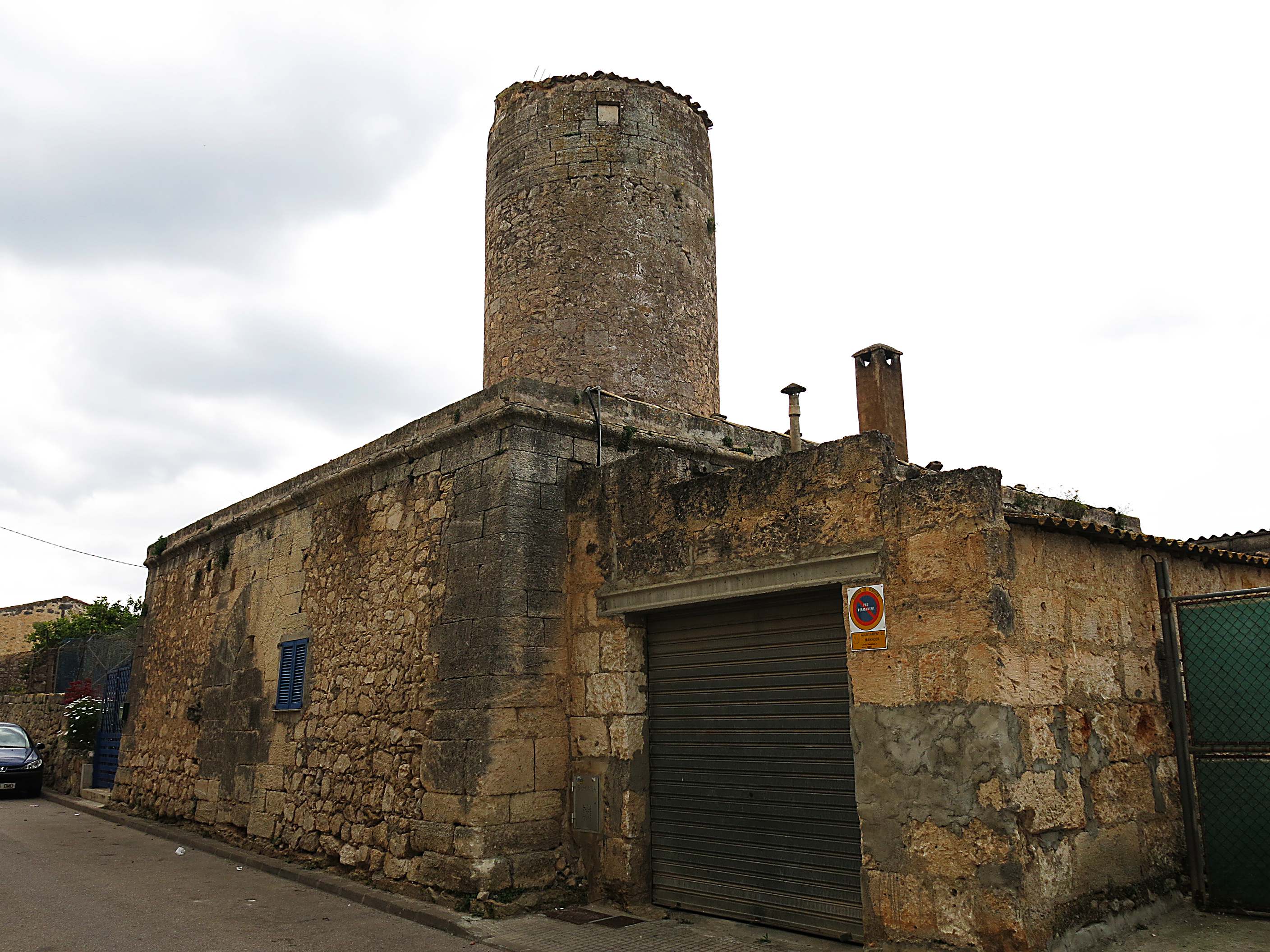
Molí d'en Suau